# 心律失常性猝死综合征
心律失常性猝死综合征（sudden arrhythmic death syndrome，SADS）旧名突发性猝死综合征（sudden unexpected death syndrome，SUDS）、突发性夜间猝死综合征（sudden unexpected nocturnal death syndrome），是一种突发而不能预测的心源性死亡，经尸检、组织学、毒理学研究均不能解释的综合征，多数患者有遗传性心脏病；患此病的青少年或成人在睡眠时会突然死亡。布鲁格达氏综合征是其中一种相对常见的类型。
此综合征于1977年在美国的苗族难民中首次发现。此后新加坡的一项回顾性调查又发现，1982年至1990年间有230名健康的泰国人因不明原因突然死亡。在菲律宾本土方言中该病被称为“bangungot”（意为睡眠中呻吟），每年平均10万人中有43人因此丧命，病人多为年轻男性。
研究发现bangungot患者并无器质性的心脏病变，但发病时有心律不齐、心室颤动的症状。现在仍无法预防此病的发生，发病后则可以通过除颤器进行治疗。菲律宾传统上会使用扭动患者拇趾的方法使其心律恢复正常。
菲律宾的大多bangungot病例与急性出血性胰腺炎（acute hemorrhagic pancreatitis）有关。泰国与老挝的bangungot则由布魯格達氏症候群导致。